# استپلتون کاتن
استپلتون کاتن (انگلیسی: Stapleton Cotton؛ ۱۴ نوامبر ۱۷۷۳ – ۲۱ فوریه ۱۸۶۵) نظامی و سیاست‌مدار اهل ولز بود. وی همچنین برندهٔ جوایزی همچون نشان حمام شده‌است.